# Rodolfo Volk
Rodolfo Volk (14. leden 1906, Rijeka Italské království – 2. říjen 1983, Nemi Itálie) byl italský fotbalový útočník.
Fotbalovou kariéru začal v rodném městě Rijeka v místním klubu Gloria Fiume. V roce 1926 odešel vykonávat vojenskou službu. Mezi tím hrál za Fiorentinu. Zde odehrál 14 utkání a vstřelil 11 branek. Po skončení vojenské služby se vrátil domů a hrál za Fiumanu. V sezoně vstřelil 16 branek za stejný počet utkání. Pomohl klubu k postupu a o něj se přetahovaly kluby z nejvyšší ligy. Přetahovanou vyhrál Řím a stal se jejím hráčem na pět let. Byl prvním hráčem vlků co vstřelil branku v lize. Prvních dvou sezonách střílel často (24 a 21 branek). Ve třetí sezoně 1930/31 se stal nejlepším střelcem ligy, když vstřelil 29 branek. Celkem vstřelil za vlky 103 branek, což bylo na dlouhou dobu nejvíce v klubu až později jej překonali hráči Totti, Amadei, Džeko a Pruzzo.
V roce 1933 odešel do Pise, se kterou postoupil do druhé ligy. Po sezoně odešel do Triestiny, kde nastoupil jen do šesti utkání. Poté odešel dohrát kariéru domů do Fiumany. Tady ještě hrál dalších sedm sezon a v roce 1942 ukončil kariéru.
Během fašistického režimu si musel změnit příjmení na Folchi, jak požadoval režim. Pro fanoušky vlků byl znám pod přezdívkou Siegfried.
Za reprezentaci nehrál žádné utkání, protože na jeho místě hrál jiný střelec Giuseppe Meazza. Měl jen pět startů za reprezentaci B, ve kterých vstřelil pět branek.

## Hráčská statistika
| Sezóna            | Klub              | Liga              | Liga   | Liga | Ligové poháry | Ligové poháry | Ligové poháry | Kontinentální poháry | Kontinentální poháry | Kontinentální poháry | Celkem | Celkem |
| Sezóna            | Klub              | Soutěž            | Zápasy | Góly | Soutěž        | Zápasy        | Góly          | Soutěž               | Zápasy               | Góly                 | Zápasy | Góly   |
| ----------------- | ----------------- | ----------------- | ------ | ---- | ------------- | ------------- | ------------- | -------------------- | -------------------- | -------------------- | ------ | ------ |
| 1925/26           | Gloria Fiume      | 2. Divize         | 15     | 10   | -             | 0             | 0             | -                    | 0                    | 0                    | 15     | 10     |
| 1926/27           | Fiorentina        | 2. Divize         | 14     | 11   | -             | 0             | 0             | -                    | 0                    | 0                    | 14     | 11     |
| 1927/28           | Fiumana           | 2. Divize         | 16     | 16   | -             | 0             | 0             | -                    | 0                    | 0                    | 16     | 16     |
| 1928/29           | Řím               | 1. Divize         | 30     | 24   | -             | 0             | 0             | -                    | 0                    | 0                    | 30     | 24     |
| 1929/30           | Řím               | Serie A           | 31     | 21   | -             | 0             | 0             | -                    | 0                    | 0                    | 31     | 21     |
| 1930/31           | Řím               | Serie A           | 33     | 29   | -             | 0             | 0             | -                    | 0                    | 0                    | 33     | 29     |
| 1931/32           | Řím               | Serie A           | 30     | 12   | -             | 0             | 0             | Stř.P                | 4                    | 3                    | 34     | 15     |
| 1932/33           | Řím               | Serie A           | 32     | 7    | -             | 0             | 0             | -                    | 0                    | 0                    | 32     | 7      |
| Celkem za Řím     | Celkem za Řím     | Celkem za Řím     | 157    | 103  | -             | 0             | 0             | -                    | 4                    | 3                    | 161    | 106    |
| 1933/34           | Pisa              | 1. divize         | 30     | 16   | -             | 0             | 0             | -                    | 0                    | 0                    | 30     | 16     |
| 1934/35           | Triestina         | Serie A           | 6      | 1    | -             | 0             | 0             | -                    | 0                    | 0                    | 6      | 1      |
| 1935/36           | Fiumana           | Serie C           | 22     | 17   | IP            | 1             | 2             | -                    | 0                    | 0                    | 23     | 19     |
| 1936/37           | Fiumana           | Serie C           | 24     | 13   | IP            | 2             | 1             | -                    | 0                    | 0                    | 26     | 14     |
| 1937/38           | Fiumana           | Serie C           | 29     | 11   | IP            | 1             | 2             | -                    | 0                    | 0                    | 30     | 13     |
| 1938/39           | Fiumana           | Serie C           | 17     | 7    | -             | 0             | 0             | -                    | 0                    | 0                    | 17     | 7      |
| 1939/40           | Fiumana           | Serie C           | 25     | 13   | IP            | 5             | 5             | -                    | 0                    | 0                    | 30     | 18     |
| 1940/41           | Fiumana           | Serie C           | 23     | 13   | IP            | 5             | 4             | -                    | 0                    | 0                    | 28     | 17     |
| 1941/42           | Fiumana           | Serie B           | 5      | 0    | -             | 0             | 0             | -                    | 0                    | 0                    | 5      | 0      |
| Celkem za Fiumanu | Celkem za Fiumanu | Celkem za Fiumanu | 161    | 90   | -             | 14            | 14            | -                    | 0                    | 0                    | 175    | 105    |
| Celkem            | Celkem            | Celkem            | 383    | 231  | -             | 14            | 14            | -                    | 4                    | 3                    | 401    | 248    |

## Hráčské úspěchy

### Klubové
- 1× vítěz 3. italské ligy (1940/41)

### Individuální
- 1x nejlepší střelec ligy (1930/31)